# Cold Kirby
Cold Kirby – wieś w Anglii, w hrabstwie North Yorkshire, w dystrykcie (unitary authority) North Yorkshire. Leży 34 km na północ od miasta York i 313 km na północ od Londynu.